# Wellington, Somerset
Wellington är en stad och en civil parish i Storbritannien. Den ligger i grevskapet Somerset och riksdelen England, i den södra delen av landet, 230 km väster om huvudstaden London. Orten har 12 845 invånare (2001).
Kustklimat råder i trakten. Årsmedeltemperaturen i trakten är 8 °C. Den varmaste månaden är juni, då medeltemperaturen är 15 °C, och den kallaste är december, med 0 °C.